# Karpno (jezioro na Pojezierzu Drawskim)
Karpno (niem. Karpen See) – jezioro w Polsce położone w województwie zachodniopomorskim, w powiecie drawskim, w gminie Drawsko Pomorskie.
Akwen leży na Pojezierzu Drawskim, pomiędzy miejscowością Karpno a jeziorem Przytonko.